# Kvílení (film)
Kvílení (v anglickém originále Howl) je americké filmové drama z roku 2010. Natočili jej režiséři Rob Epstein a Jeffrey Friedman. Film je inspirován skutečnými událostmi, které proběhly roku 1957; právě toho roku byl básník Allen Ginsberg zažalován za údajnou obscénnost své básně Kvílení. Ginsberga ve filmu hrál James Franco.

## Obsazení
| James Franco       | Allen Ginsberg        |
| Aaron Tveit        | Peter Orlovsky        |
| Jon Hamm           | Jake Ehrlich          |
| David Strathairn   | Ralph McIntosh        |
| Mary-Louise Parker | Gail Potter           |
| Bob Balaban        | Clayton W. Horn       |
| Jeff Daniels       | David Kirk            |
| Jon Prescott       | Neal Cassady          |
| Treat Williams     | Mark Schorer          |
| Todd Rotondi       | Jack Kerouac          |
| Andrew Rogers      | Lawrence Ferlinghetti |